# 直布羅陀大學
直布羅陀大學（英語：University of Gibraltar）是位於直布羅陀的一所大學，於2015年9月正式開辦，這是境內第一所大學，其建築成本大約一千萬英鎊，開設包括商業、旅遊與酒店、健康研究與體育科學等在內的四個專業。
直布羅陀大學主要以塞舌爾大學作為藍本，在2014年塞舌爾大學更與直布羅陀大學展開了一項教育方面的合作，使兩校學生增加了互相交流的機會。